# Логоушка (Кетовський район)
Логоу́шка (рос. Логоушка) — присілок у складі Кетовського району Курганської області, Росія. Входить до складу Введенської сільської ради.
Населення — 420 осіб (2010, 266 у 2002).